# Radicaal 146
Radicaal 146 is een van de 29 van de 214 Kangxi-radicalen dat bestaat uit zes strepen.
In het Kangxi-woordenboek zijn er 29 karakters die dit radicaal gebruiken.

## Karakters met het radicaal 146

Chinese zonnewijzer.

| Strepen | Karakter |
| ------- | -------- |
| + 0     | 襾 西 覀 |
| + 3     | 要       |
| + 5     | 覂       |
| + 6     | 覃 覄    |
| + 7     | 覅       |
| + 12    | 覆       |
| + 13    | 覇 覈    |
| + 17    | 覉       |
| + 19    | 覊       |

Groot zegelkarakter
Klein zegelkarakter